# Berava
Berava je hrvatska rijeka u Vukovarsko-srijemskoj županiji. Pritok je Bosuta i prvi izvor njegove tekuće vode do spajanja s Biđem. Nastaje u Babinoj Gredi sutokom dvaju potoka, Beravice i Sacnice. Duga je 32 km.
Rijeka Berava prolazi kroz Babinu Gredu i Gradište.